# Dieter Moebius
Dieter Moebius   (Sankt Gallen, 16 de gener de 1944 - Alemanya, 20 de juliol de 2015) va ser un músic i compositor de música electrònica alemany nascut a Suïssa, reconegut per haver estat membre de les influents bandes de krautrock Cluster i Harmonia.

## Biografia
Moebius estava estudiant art a l'Akademie Grafik de Berlín i treballava com a cuiner de restaurant quan va conèixer Conrad Schnitzler, fundador del Zodiak Free Arts Lab amb Hans-Joachim Roedelius. El trio va fundar el grup d'improvisació Kluster el 1969. Després de la marxa de Schnitzler, el duet va canviar el seu nom a Cluster i es van traslladar al poble rural de Forst, llançant àlbums influents com Zuckerzeit (1974) i Sowiesoso (1976). Moebius també aprofitaria la seva formació en disseny gràfic per crear la portada de diversos àlbums de Cluster i de col·laboracions relacionades.
Al mateix temps, Moebius i Roedelius van fundar la banda Harmonia amb Michael Rother de Neu!, llançant els àlbums Musik von Harmonia (1974) i Deluxe (1975). Brian Eno, admirador del grup, col·laboraria posteriorment amb ambdós grups. Moebius va començar a gravar treballs en solitari a la dècada de 1970 i més tard va participar en nombrosos projectes paralels amb músics com Conny Plank i Mani Neumeier (de la banda Guru Guru), inclòs l'influent àlbum de 1983 Zero Set.

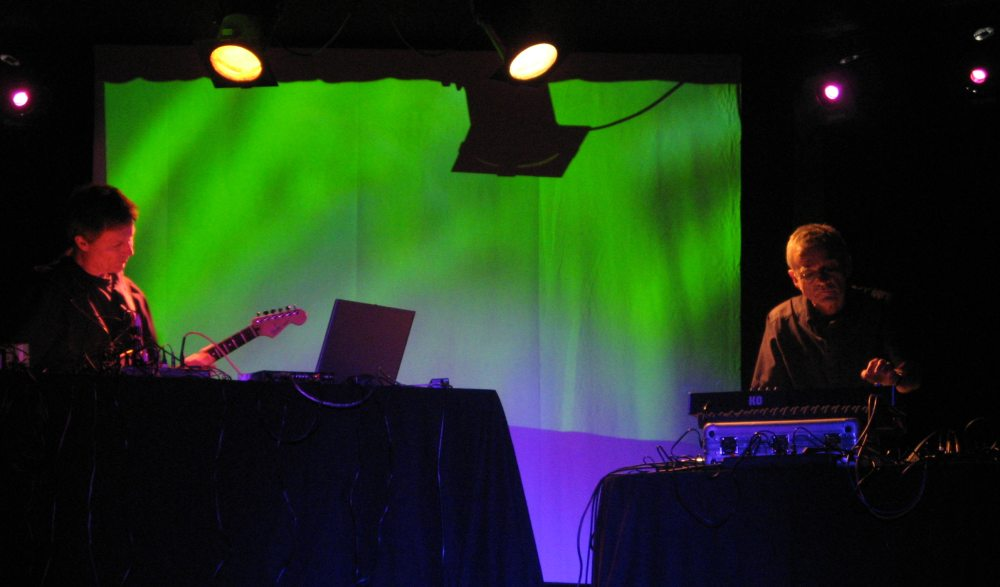
Michael Rother (esquerra) i Moebius en un concert el 2007

Moebius va fer una gira amb Rother titulada Rother & Moebius el 2007. A més, el 27 de novembre de 2007, va reunir Harmonia en un concert a la Haus der Kulturen der Welt de Berlín, on la banda va actuar en directe per primera vegada des de 1976. Va morir de càncer el 20 de juliol de 2015.